# Jądro Onufa
Jądro Onufa (jądro Onufrowicza, ang. Onuf nucleus) – odgraniczona grupa neuronów w rogach przednich w odcinku krzyżowym rdzenia (S1–S2 lub S2–S3) zaangażowana w kontrolę trzymania moczu, stolca, erekcję prącia i łechtaczki oraz ejakulację. Zawiera motoneurony, m.in. nerwu sromowego. Nazwa tej struktury honoruje amerykańskiego neurologa polskiego pochodzenia, Bronislawa Onufa-Onufrowicza.

## Historia
Strukturę anatomiczną opisał w 1899 roku jako „jądro X” szwajcarsko-amerykański neurolog polskiego pochodzenia, Bronislaw Onuf-Onufrowicz. W kolejnej pracy zasugerował, że motoneurony tego jądra zaopatrują mięśnie kulszowo-jamisty i opuszkowo-jamisty. Gheorghe Marinescu w 1903 roku po doświadczeniach na psach wysunął tezę, że może ono regulować czynność zwieracza zewnętrznego odbytu, obaloną rok później przez Stéphana Irimesco i Constantine I. Parhona. Kolejnymi, którzy badali jądro Onufa, byli Louis Jacobsohn-Lask w 1931 i Léon Laruelle w 1936 roku. Obaj uznali, że stanowi ono część układu nerwowego autonomicznego. W latach 50. cytoarchitektonikę jądra badali Bror Rexed i Romanes.

## Morfologia

### Anatomia topograficzna
Jądro Onufa to mała, parzysta grupa komórek, znajdująca się w rdzeniu kręgowym w odcinku krzyżowym na poziomie S1–S2 lub S2–S3, zwykle rozmieszczona symetrycznie po obu stronach rogów brzusznych rdzenia.

### Histologia
W neuropilu jądra znajduje się około 300–500 komórek nerwowych, u człowieka średnio 625 łącznie; średnica jądra wynosi 4–6 mm.
Do badań anatomii jądra Onufa używano wielu technik barwienia. Często stosowane były metoda Nissla, metody barwienia osłonek mielinowych, a także techniki oparte na srebrzeniu. Zastosowanie metody Klüvera-Barrery ujawniło, że jądro wydaje się być jasne z powodu obecności wielu przebiegających w nim w poprzek niezmielinizowanych włókien nerwowych. Komórki tworzące jądro Onufa są małe w porównaniu z innymi komórkami sznurów bocznych. Zalicza się je do neuronów ruchowych (motoneuronów) i jak wszystkie motoneurony charakteryzują się wielobiegunowością i dużymi ciałkami Nissla.

### Dymorfizm płciowy
Obserwuje się dymorfizm płciowy jądra Onufa; opisano go u psów, hien, szczurów, świnek morskich, małp i ludzi. U samców tych gatunków liczba motoneuronów jądra Onufa jest większa niż u samic. Doświadczalnie wykazano, że te różnice międzypłciowe mogą zostać zmniejszone lub w niektórych przypadkach zniwelowane przez przedurodzeniową ekspozycję żeńskiego płodu na wysokie poziomy androgenów. Dymorfizm płciowy nie występuje u żyjących w eusocjalnej strukturze golców.

### Anatomia porównawcza
Przy użyciu peroksydazy chrzanowej określono, że w jądrze Onufa u psów, chomików, małp i ludzi perykariony motoneuronów zwieraczy zewnętrznych odbytu znajdują się do tyłu i przyśrodkowo względem motoneuronów zaopatrujących zwieracz zewnętrzny cewki. U szczurów, suwaków mongolskich i świni domowej ciała tych komórek nerwowych tworzą dwa osobne jądra.

## Funkcja
Jądro Onufa unerwia mięśnie prążkowane krocza, w tym zwieracze zewnętrzne cewki i odbytu. Neurony jądra Onufa odpowiadają za zależną od woli kontrolę napięcia mięśni zwieracza zewnętrznego odbytu i zwieracza cewki. Przyjmuje się również, że unerwiając mięśnie: kulszowo-jamisty i opuszkowo-jamisty odpowiadają za erekcję prącia i łechtaczki oraz za ejakulację. Część grzbietowo-przyśrodkowa zaopatruje mięśnie odbytu, a brzuszno-boczna zwieracz cewki.
Przez długi czas toczyła się debata nad charakterem motoneuronów jądra Onufa – somatycznym bądź autonomicznym. Istnieją dowody potwierdzające obie hipotezy. Przyjmuje się, że motoneurony jądra Onufa należą do osobnej klasy neuronów, pośredniej między somatycznymi a autonomicznymi (współczulnymi i przywspółczulnymi).
Za somatycznym charakterem jądra Onufa przemawiają następujące fakty:
- motoneurony jądra Onufa zaopatrują mięśnie prążkowane krocza, które mogą być kontrolowane zależnie od woli[18][22],
- w neuronach jądra Onufa nie ma gęstych elektronowo pęcherzyków rdzeniowych (ang. dense core vesicles), typowych dla neuronów autonomicznych, mimo że otrzymują impulsację z alfa-motoneuronów[23],
- neurony jądra Onufa u chorych z uszkodzeniem dolnego neuronu ruchowego lub stwardnieniem zanikowym bocznym (ALS) wykazują takie same nieprawidłowości cytoszkieletu, jak zajęte w przebiegu choroby alfa-motoneurony rdzenia[18].

Tezę o autonomicznym charakterze jądra Onufa wspierają następujące obserwacje:
- w schorzeniach przebiegających z zaburzeniami trzymania moczu i stolca zajęcie obszarów autonomicznych i jądra Onufa wygląda podobnie[18],
- oba typy komórek (jąder autonomicznych i jądra Onufa) są zaoszczędzone w przebiegu ALS,
- jądro Onufa nie otrzymuje bezpośrednich połączeń aferentnych od kory, w przeciwieństwie do innych jąder motorycznych[24],
- jądro Onufa ma anatomiczne połączenia z neuronami przywspółczulnymi krzyżowego odcinka rdzenia i mają liczne zakończenia peptydergiczne[23],
- komórki jądra Onufa nie zawierają swoistego dla neuronów, związanego z czynnikiem wzrostu białka B-50 (GAP-43)[25],
- motoneurony jądra Onufa otrzymują bezpośrednie połączenia aferentne z podwzgórza[26],
- komórki jądra Onufa przypominają neurony autonomicznego układu nerwowego, i nie otrzymują połączeń od przyległych neuronów[18].

### Neurotransmitery
Motoneurony jądra Onufa posiadają liczne receptory dla serotoniny (5-HT) i noradrenaliny (NA), i są aktywowane przez glutaminian. Gdy receptory dla 5-HT i NA są stymulowane, odruch z jądra Onufa zapobiega opróżnieniu pęcherza moczowego przez nagły niespodziewany wzrost ciśnienia śródbrzusznego.

## Patologia

### Rola w patogenezie wysiłkowego nietrzymania moczu
Inkontynencja stresowa, inaczej wysiłkowe nietrzymanie moczu (ang. stress urinary incontinence, SUI) to częste schorzenie kobiet spowodowane osłabieniem mięśni dna miednicy. W jego przebiegu podczas kaszlu, śmiechu, kichania, wykonywania wysiłku i podczas każdej innej czynności zwiększającej ciśnienie śródbrzuszne, dochodzi do niekontrolowanego wycieku moczu z pęcherza.
Cewka moczowa zamykana jest przez trzy warstwy mięśni; dwa zwieracze zbudowane z okrężnych i podłużnych pasm mięśniowych gładkich oraz poprzecznie prążkowany mięsień zwieracz zewnętrzny cewki. Unerwienie zwieracza zewnętrznego cewki moczowej pochodzi z nerwu sromowego i jądra Onufa i zapewnia regulację mikcji. Receptory w ścianie pęcherza moczowego pobudzane są naprężeniem ściany (ang. stretch receptors); impulsacja z receptorów przekazywana jest przez neurony zazwojowe, które uwalniają na zakończeniach synaptycznych noradrenalinę. Noradrenalina powoduje rozluźnienie mięśniówki pęcherza i obkurczenie zwieracza cewki, zapobiegając wyciekowi moczu. Specjalny odruch zapewnia utrzymanie moczu w pęcherzu; jego nazwa angielska to pelvic-to-hypo-gastric reflex, guarding reflex lub sympathetic storage reflex. Łuk odruchu jest pobudzany w momencie każdej ze wspomnianych czynności, mogących doprowadzić do nagłego wzrostu ciśnienia śródbrzusznego. Pierwotnym neurotransmiterem inicjującym odruch jest glutaminian; przekaźnik ten aktywuje receptory NMDA lub AMPA, wzbudza potencjał czynnościowy i powoduje uwolnienie acetylocholiny na zakończeniach nerwowych. ACh powoduje skurcz mięśni poprzecznie prążkowanych. Gdy odruch nie działa prawidłowo, dochodzi do wysiłkowego nietrzymania moczu.

#### Rola duloksetyny w leczeniu SUI
Chlorowodorek duloksetyny okazał się być skutecznym lekiem w terapii inkontynencji stresowej. Duloksetyna należy do selektywnych inhibitorów zwrotnego wychwytu serotoniny i noradrenaliny (SNRI). Zwiększa pojemność pęcherza moczowego i poprawia czynność zwieraczy cewki u zwierząt i u ludzi z zaburzeniami funkcji pęcherza; nie wywiera przy tym wpływu na siłę ani czas trwania skurczu pęcherza. Wydaje się zatem, że duloksetyna wywiera swoje działanie wpływając na ramię czuciowe (dośrodkowe) odruchu regulacji mikcji. 5-HT i NA wywierają swoje efekty nie przez bezpośrednie pobudzenie motoneuronów, ale przez potencjalizację działań glutaminianu. Gdy nie dochodzi do pobudzenia glutaminergicznego motoneuronów zwieracza cewki, nie obserwuje się działania 5-HT i NA.

### Rola w patogenezie ALS
W stwardnieniu zanikowym bocznym (ALS) dochodzi do zwyrodnienia motoneuronów rogów przednich kontrolujących mięśnie poprzecznie prążkowane. Zwieracze cewki i odbytu pozostają jednak czynne nawet w schyłkowej fazie choroby. Ponieważ mięśnie te zaopatrywane są przez neurony jądra Onufa, badania w tym kierunku mają duże znaczenie dla poznania choroby.
W badaniu przeprowadzonym przez Kihirę i współpracowników ośmiu pacjentów z ALS porównano z kontrolną grupą dziewięciu zdrowych osób. Stwierdzono, że całkowita liczba neuronów jąder Onufa u chorych z ALS nie różniła się znacząco od tej u osób zdrowych. Liczba prawidłowych neuronów zmniejszała się przy jednoczesnym zwiększeniu liczby zwyrodniałych komórek. U pacjentów z ALS ilości RNA w komórkach były też mniejsze w porównaniu z kontrolą, a zmniejszenie ilości RNA korelowało ze zmniejszeniem wielkości jąderek motoneuronów. Autorzy stwierdzili, że zmniejszenie jąderka w motoneuronach rogów przednich może być wczesnym wskaźnikiem choroby.

### Rola w patogenezie zespołu Shy’a-Dragera
Odmienna sytuacja ma miejsce w rzadkiej chorobie neurodegeneracyjnej, zespole Shy’a-Dragera. W przebiegu tej choroby dochodzi do uszkodzenia komórek obszaru jądra Onufa, a ponieważ jednym z objawów jest nietrzymanie moczu, obserwacje te dodatkowo przemawiają za prawdziwością proponowanej teorii o roli jądra Onufa.